# Puquinan
Puquinan, porodica indijanskih jezika i plemena iz Bolivije koja se vodi samostalno, ili se povezuje s porodicom Arawakan. Porodica Puquinan obuhvaća Puquina i Callahuaya Indijance, čiji su jezici nestali ili gotovo nestali, dok se danas uobičajeno služe španjolskim, quechua ili aymara jezicima. Puquina se ne govori najmanje 200 godina. 

## Vanjske poveznice
- Puquina  Arhivirana inačica izvorne stranice od 4. ožujka 2006. (Wayback Machine)
- Puquina
- ILCA-Proyecto Uruchipaya  Arhivirana inačica izvorne stranice od 29. svibnja 2006. (Wayback Machine)